# 刘力伟
刘力伟（1955年10月—），湖南桃源人。1973年1月参加工作，1976年10月加入中国共产党，湘潭大学经济系毕业，大学文化。
历任中共湖南省委副秘书长、政策研究室主任；张家界市委副书记、书记等职。2008年1月任湖南省人民政府副省长，2011年6月兼任湖南省公安厅厅长，同年10月调往浙江，任中共浙江省委常委、省政法委副书记、省公安厅党委书记，次月被正式任命为公安厅厅长。2016年1月，不再担任浙江省公安厅厅长、党委书记；同月被选举为省第十二届人大常委会副主任。